# Zeitschrift der Savigny-Stiftung für Rechtsgeschichte
Die Zeitschrift der Savigny-Stiftung für Rechtsgeschichte (abgekürzt ZRG, früher auch ZSS, SZ) ist eine der ältesten rechtswissenschaftlichen Zeitschriften der Welt. Sie erschien bis 2016 im Böhlau Verlag Wien, dann wurde sie von der Savigny Verlagsgesellschaft mbH in Wien herausgegeben, seit 2019 vom Verlag de Gruyter Berlin.
Die Zeitschrift sieht sich in der Tradition der Zeitschrift für geschichtliche Rechtswissenschaft, die 1815 bis 1848/50 durch Friedrich Carl von Savigny, Karl Friedrich Eichhorn und Johann Friedrich Ludwig Göschen in 15 Bänden herausgegeben wurde und das Podium der Historischen Rechtsschule war. Eine weitere Traditionslinie ist die von August Ludwig Reyscher und Wilhelm Eduard Wilda als Ausgleich für die zunehmende Romanisierung von 1839 bis 1861 veröffentlichte Zeitschrift für deutsches Recht und deutsche Rechtswissenschaft (20 Bände). 1861 erschien der erste Band der Zeitschrift für Rechtsgeschichte. Diese spaltete sich 1880 mit Unterstützung der Savigny-Stiftung in die Romanistische und die Germanistische Abteilung. Zitiert wird nach der Bandzahl der Abteilung seit Band 1 (1880). Bisweilen wird zu dieser Bandzahl eine weitere angegeben, die die 13 Bände vor 1880 mitzählt. 1911 kam eine Kanonistische Abteilung hinzu; ihr Band 100 erschien 2014. Heute stellt jede der drei Abteilungen einen festen Bestandteil in der internationalen rechtshistorischen Forschung dar, was Beiträge in mehreren westeuropäischen Sprachen belegen („Deutschlands berühmteste Zeitschrift“). Der Aufsatzteil prägt maßgeblich den aktuellen Stand der Forschung. Im Literaturteil erscheinen Rezensionen über internationale Neuerscheinungen. Seit 2014 gibt es die gesamte Zeitschrift – parallel zur Druckversion – auch in digitalisierter Form, sodass alle Bände seit 1861, aber auch jeder einzelne Beitrag digital vorliegen.
Zitiert wird nach der Bandzahl der Abteilung GA, RA oder KA und dem Erscheinungsjahr.

## Abteilungen
- Die Romanistische Abteilung (RA, ISSN 0323-4096) behandelt die Rechtskreise des antiken Mittelmeerraumes und die Rezeption des römischen Rechts. Sie berichtet über neueste Ausgrabungen und Bibliotheksfunde und die Schwerpunktthemen der aktuellen weltweiten romanistischen Forschung.

Herausgeber sind: Ulrike Babusiaux, Wolfgang Kaiser, Franz-Stefan Meissel
- Die Germanistische Abteilung (GA, ISSN 0323-4045) deckt ein sehr weites Themen-Spektrum, im Besonderen die nicht-kirchliche und nachantike europäische Rechtsgeschichte bis in die Gegenwart, ab.

Herausgeber sind: Hans-Peter Haferkamp, Peter Oestmann, Tilman Repgen, Joachim Rückert
- Die Kanonistische Abteilung (KA, ISSN 0323-4142) ist die jüngste. Ihre Themen reichen von Kirchengeschichte bis zum aktuellen Staatskirchenrecht.

Herausgeber sind: Mathias Schmoeckel, Andreas Thier, Heinrich de Wall